# Tête des Fétoules
La tête des Fétoules est un sommet du massif des Écrins qui culmine à 3 459 mètres d'altitude.
La tête des Fétoules appartient, avec la tête de l'Étret entre autres, à une série de sommets qui séparent le vallon des Étages à l'est du vallon de la Lavey à l'ouest.

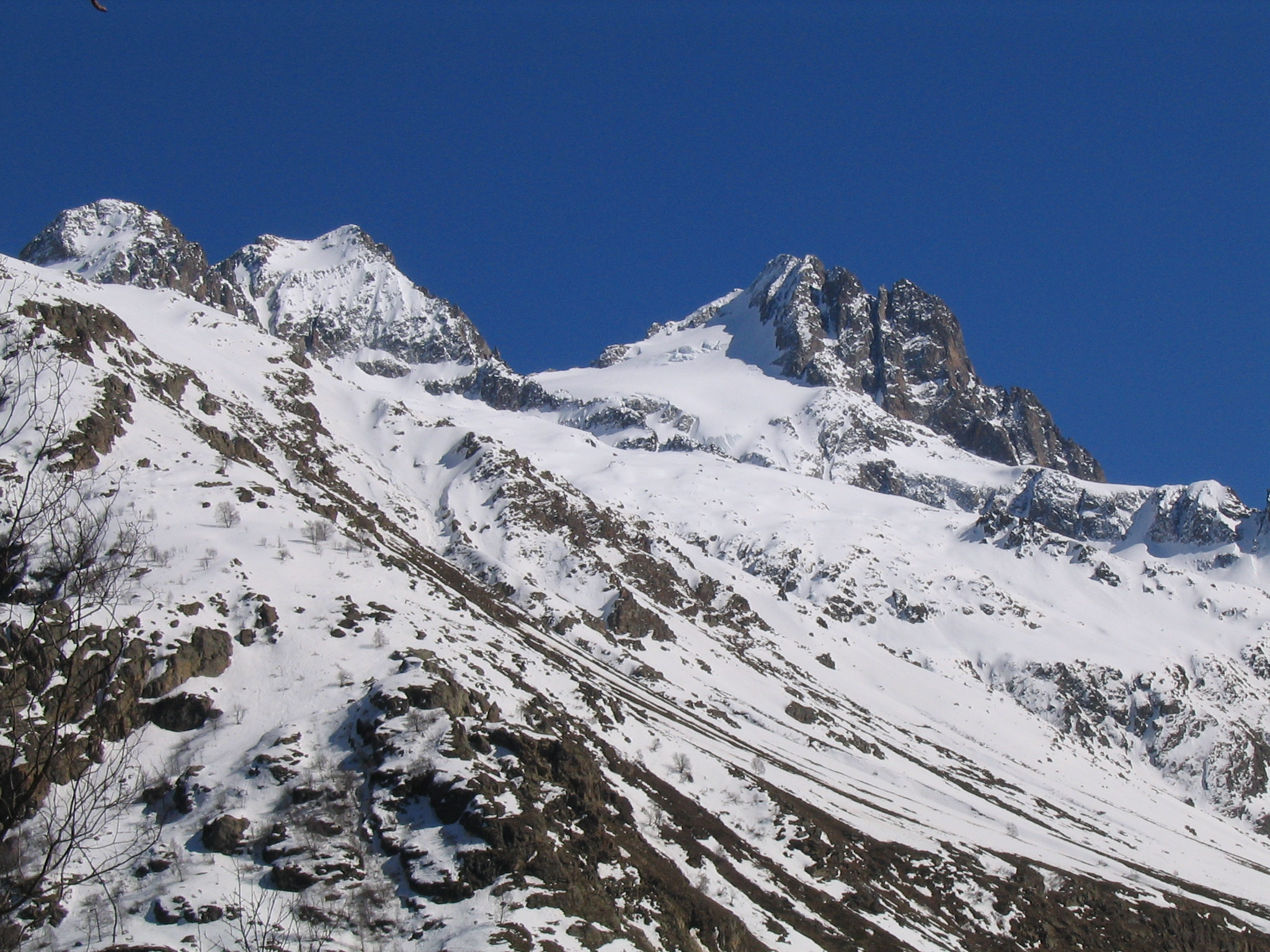
La tête des Fétoules depuis le vallon de la Muande au nord-ouest.